# Lenguas bengalí-asamesas
Las lenguas bengalí-asamesas (también llamadas lenguas gauda-kamarupa) son una agrupación de varias lenguas del subcontinente indio oriental. Este grupo pertenece a las lenguas indoarias orientales.

## Lenguas
Los idiomas de este grupo según Glottolog incluyen:
- asamés (15,3 millones de hablantes)[1]
- bengalí (261,8 M[2])
- bishnupriya
- chakma
- chittagonio (13 M[3])
- hajong
- kharia thar
- kurmukar
- lodhi (también categorizado como idioma munda)
- mal paharia
- Noakhailla (7 M)
- rajbangshi
- rohinyá (2,52 M[4])
- sylheti (11,8 M[5])
- tangchangya (0,02 M[6])
- surjapuri (2,26 M[7])